# ستار كرافت: برود وور
ستار كرافت: برود وور (بالإنجليزية: StarCraft: Brood War)‏ هي لعبة فيديو خيال علمي أكشن تم إنتاجها في سنة 1998 لأجهزة مايكروسوفت ويندوز وماك أو إس وتم تطويرها ونشرها من قبل شركة سافير وشركة بليزارد إنترتينمنت.